# Different View
Different View är det svenska bandet Middleages debutalbum som släpptes den 21 mars 2007.

## Låtlista
1. "Rewind" - 4:43
2. "Different View" - 3:37
3. "Separated" - 3:24
4. "Open Me" - 2:46
5. "Intermission" - 0:31
6. "Not Afraid" - 3:12
7. "F I R E" - 3:23
8. "Hungry Needs" - 4:11
9. "Someone to Reach For" - 16:20